# Медовичка новоірландська
Медови́чка новоірландська (Myzomela pulchella) — вид горобцеподібних птахів родини медолюбових (Meliphagidae). Ендемік Папуа Нової Гвінеї. 

## Поширення і екологія
Новоірландські медовички є ендеміками острова Нова Ірландія. Вони живуть у вологих гірських і рівнинних тропічних лісах.